# Basketball Bundesliga 2007-08
La Basketball Bundesliga 2007-08 fue la edición número 42 de la Basketball Bundesliga, la primera división del baloncesto profesional de Alemania. El campeón fue el Alba Berlin, que lograba su octavo título, mientras que descendió el Science City Jena, mientras que el TBB Trier fue repescado tras la renuncia del Cuxhaven BasCats, que se había ganado el puesto al quedar segundo en la ProA.

## Equipos
| Equipo                           | Ciudad       | Arena                      | Capacidad |
| -------------------------------- | ------------ | -------------------------- | --------- |
| Brose Baskets                    | Bamberg      | Stechert Arena             | 6,800     |
| Alba Berlin                      | Berlin       | O2 World Berlin            | 14,500    |
| Telekom Baskets Bonn             | Bonn         | Telekom Dome               | 6,000     |
| New Yorker Phantoms Braunschweig | Braunschweig | Volkswagen Halle           | 6,600     |
| Eisbären Bremerhaven             | Bremerhaven  | Bremerhaven Stadthalle     | 4,050     |
| Köln 99ers                       | Colonia      | GEW Energy Dome            | 3,232     |
| Giants Düsseldorf                | Düsseldorf   | Burg-Wächter Castello      | 3,670     |
| Fraport Skyliners                | Frankfurt    | Fraport Arena              | 5,002     |
| LTi Gießen 46ers                 | Gießen       | Sporthalle Gießen-Ost      | 4,003     |
| BG Göttingen                     | Göttingen    | Sparkassen-Arena           | 3,447     |
| Science City Jena                | Jena         | Sparkassen-Arena Jena      | 3,000     |
| MHP Riesen Ludwigsburg           | Ludwigsburg  | Rundsporthalle Ludwigsburg | 3,008     |
| EWE Baskets Oldenburg            | Oldenburg    | Große EWE Arena            | 6,069     |
| Paderborn Baskets                | Paderborn    | Sportzentrum Maspernplatz  | 3,014     |
| Artland Dragons                  | Quakenbrück  | Artland-Arena              | 3,000     |
| TBB Trier                        | Trier        | Arena Trier                | 5,900     |
| Walter Tigers Tübingen           | Tübingen     | Paul Horn-Arena            | 3,132     |
| ratiopharm ulm                   | Ulm          | Ratiopharm Arena           | 6,000     |

## Resultados

### Temporada regular
|     | Equipo                  | J  | G  | P  | PF    | PC    | Pts | Clasificación     |
| --- | ----------------------- | -- | -- | -- | ----- | ----- | --- | ----------------- |
| 1.  | Alba Berlin             | 34 | 27 | 7  | 2.766 | 2.539 | 54  | playoffs          |
| 2.  | Artland Dragons         | 34 | 25 | 9  | 2.698 | 2.472 | 50  | playoffs          |
| 3.  | Bayer Giants Leverkusen | 34 | 25 | 9  | 2.826 | 2.674 | 50  | playoffs          |
| 4.  | Brose Baskets Bamberg   | 34 | 23 | 11 | 2.549 | 2.272 | 46  | playoffs          |
| 5.  | EWE Baskets Oldenburg   | 34 | 21 | 13 | 2.604 | 2.502 | 42  | playoffs          |
| 6.  | Skyliners Frankfurt     | 34 | 21 | 13 | 2.562 | 2.480 | 42  | playoffs          |
| 7.  | Telekom Baskets Bonn    | 34 | 21 | 13 | 2.584 | 2.505 | 42  | playoffs          |
| 8.  | Eisbären Bremerhaven    | 34 | 19 | 15 | 2.691 | 2.663 | 38  | playoffs          |
| 9.  | Phantoms Braunschweig   | 34 | 17 | 17 | 2551  | 2.584 | 34  |                   |
| 10. | Köln 99ers              | 34 | 16 | 18 | 2.652 | 2.691 | 32  |                   |
| 11. | Paderborn Baskets       | 34 | 16 | 18 | 2.724 | 2.708 | 32  |                   |
| 12. | Ratiopharm Ulm          | 34 | 16 | 18 | 2.813 | 2.821 | 32  |                   |
| 13. | EnBW Ludwigsburg        | 34 | 15 | 19 | 2.786 | 2.781 | 30  |                   |
| 14. | BG 74 Göttingen         | 34 | 13 | 21 | 2.687 | 2.763 | 26  |                   |
| 15. | Walter Tigers Tübingen  | 34 | 10 | 24 | 2.395 | 2.619 | 20  |                   |
| 16. | Gießen 46ers            | 34 | 9  | 25 | 2.548 | 2.779 | 18  |                   |
| 17. | TBB Trier               | 34 | 7  | 27 | 2.557 | 2.814 | 14  | Descienden a ProA |
| 18. | Science City Jena       | 34 | 5  | 29 | 2.379 | 2.705 | 10  | Descienden a ProA |

### Playoffs
|  | Cuartos de final | Cuartos de final        | Cuartos de final |                       |    | Semifinales          | Semifinales | Semifinales |  |    | Final       | Final | Final |  |
|  |                  |                         |                  |                       |    |                      |             |             |  |    |             |       |       |  |
|  |                  |                         |                  |                       |    |                      |             |             |  |    |             |       |       |  |
|  | 1.               | Alba Berlin             | 3                |                       |    |                      |             |             |  |    |             |       |       |  |
|  | 1.               | Alba Berlin             | 3                |                       |    |                      |             |             |  |    |             |       |       |  |
|  | 8.               | Eisbären Bremerhaven    | 0                |                       |    |                      |             |             |  |    |             |       |       |  |
|  | 8.               | Eisbären Bremerhaven    | 0                |                       | 1. | Alba Berlin          | 3           |             |  |    |             |       |       |  |
|  |                  |                         |                  |                       | 1. | Alba Berlin          | 3           |             |  |    |             |       |       |  |
|  |                  |                         | 5.               | EWE Baskets Oldenburg | 1  |                      |             |             |  |    |             |       |       |  |
|  | 4.               | Brose Baskets Bamberg   | 5.               | EWE Baskets Oldenburg | 1  | 1                    |             |             |  |    |             |       |       |  |
|  | 4.               | Brose Baskets Bamberg   |                  |                       |    |                      |             |             |  |    |             |       |       |  |
|  | 5.               | EWE Baskets Oldenburg   | 3                |                       |    |                      |             |             |  |    |             |       |       |  |
|  | 5.               | EWE Baskets Oldenburg   | 3                |                       |    |                      |             |             |  | 1. | Alba Berlin | 3     |       |  |
|  |                  |                         |                  |                       |    |                      |             |             |  | 1. | Alba Berlin | 3     |       |  |
|  |                  |                         | 7.               | Telekom Baskets Bonn  | 1  |                      |             |             |  |    |             |       |       |  |
|  | 2.               | Artland Dragons         | 7.               | Telekom Baskets Bonn  | 1  | 1                    |             |             |  |    |             |       |       |  |
|  | 2.               | Artland Dragons         |                  |                       |    |                      |             |             |  |    |             |       |       |  |
|  | 7.               | Telekom Baskets Bonn    | 3                |                       |    |                      |             |             |  |    |             |       |       |  |
|  | 7.               | Telekom Baskets Bonn    | 3                |                       | 7. | Telekom Baskets Bonn | 3           |             |  |    |             |       |       |  |
|  |                  |                         |                  |                       | 7. | Telekom Baskets Bonn | 3           |             |  |    |             |       |       |  |
|  |                  |                         | 6.               | Skyliners Frankfurt   | 2  |                      |             |             |  |    |             |       |       |  |
|  | 3.               | Bayer Giants Leverkusen | 6.               | Skyliners Frankfurt   | 2  | 2                    |             |             |  |    |             |       |       |  |
|  | 3.               | Bayer Giants Leverkusen |                  |                       |    |                      |             |             |  |    |             |       |       |  |
|  | 6.               | Skyliners Frankfurt     | 3                |                       |    |                      |             |             |  |    |             |       |       |  |
|  | 6.               | Skyliners Frankfurt     | 3                |                       |    |                      |             |             |  |    |             |       |       |  |
|  |                  |                         |                  |                       |    |                      |             |             |  |    |             |       |       |  |

## Galardones
MVP de la temporada
- Julius Jenkins, ALBA Berlin

MVP de las Finales
- Julius Jenkins, ALBA Berlin

Mejor jugador ofensivo
- Julius Jenkins, ALBA Berlin

Mejor jugador defensivo
- Immanuel McElroy, Alba Berlin

Entrenador del Año
- Achim Kuczmann, Bayer Giants Leverkusen

Jugador más mejorado
- Bobby Brown, ALBA Berlin

Mejor jugador sub-22
- Philipp Schwethelm, Köln 99ers

Mejores quintetos de la BBL
| - Mejor quinteto: - G Jason Gardner, EWE Baskets Oldenburg - G Julius Jenkins, ALBA Berlin - F Rickey Paulding, EWE Baskets Oldenburg - F Jeff Gibbs, ratiopharm Ulm - C Chris Ensminger, Paderborn Baskets | - 2º mejor quinteto: - G Bobby Brown, ALBA Berlin - G Philipp Schwethelm, Köln 99ers - F Immanuel McElroy, ALBA Berlin - F Caleb Green, TBB Trier - C Mike Benton, TBB Trier |